# Ковач, Иван Иванович
Иван Ковач (2 июня 1912, Заречье, Австро-Венгрия — 2 ноября 2002, Кошице) — деятель русского движения в Подкарпатской Руси, педагог и публицист.

## Биография
Окончил Мукачевскую русскую гимназию в 1930 году, высшее образование получал на юридическом, филологическом и богословском факультетах Карлового университета в Праге, польских и венгерских университетах.
В студенческие годы Иван Ковач участвовал в русском студенческом движении в Чехословакии: был председателем «Центрального союза подкарпаторусских студентов» и одним из руководителей «Союза русской молодёжи карпатской Руси».
В 1930-х редактировал газету «Наш карпаторусский голос». В 1938 году был членом «Центральной русской народной рады» (Ужгород), в которой выступал за автономию Подкарпатской Руси и сохранение территориальной целостности Чехословакии. В первом правительстве автономной Подкарпатской руси был секретарем министра Стефана Фенцика.

### Деятельность во время войны
Во время войны венгерские оккупационные власти призвали его сначала в рабочие отряды, затем отправили на восточный фронт, где он был арестован и обвинён в пособничестве дезертирам. После распада венгерской армии служил переводчиком в штабе 2-го Украинского фронта. В 1945 году главный Иван Ковач стал уполномоченным венгерского Красного креста по делам бывших узников нацистских лагерей при международной миссии Красного креста в Праге.
После окончания работы миссии остался в Праге, где организовывал карпаторусское студенческое движение. Благодаря его деятельности а Праге стали выходить студенческая газета «Костёр», литературный альманах «Звезда», участвовал в подготовке и издании энциклопедического альманаха «Пряшевщина».
Осенью 1948 года был арестован коммунистическими властям Чехословакии по сфабрикованному обвинению в организации совместно с С. Фенциком профашистского движения в Подкарпатской Руси. В 1949 году чехословацкие власти передали его советским властям. В СССР он был приговорён «тройкой» к 10 годам лагерей, в 1956 году дело было закрыто. И. Ковачу разрешили вернуться в ЧССР, где он был снова заключён в тюрьму в Праге на год.
После освобождения работал преподавателем русского языка в Университете имени Шафарика (Кошице). В течение 25 лет избирался председателем «Русского клуба», был организатором и руководителем пушкинских фестивалей, пропагандировал в Словакии русскую культуру. Неоднократно выступал с публицистическими выступлениями в прессе против украинизации в Восточной Словакии и Закарпатье.
Умер в Кошице (Словакия) 2 ноября 2002 года.